# Henryk Sławik

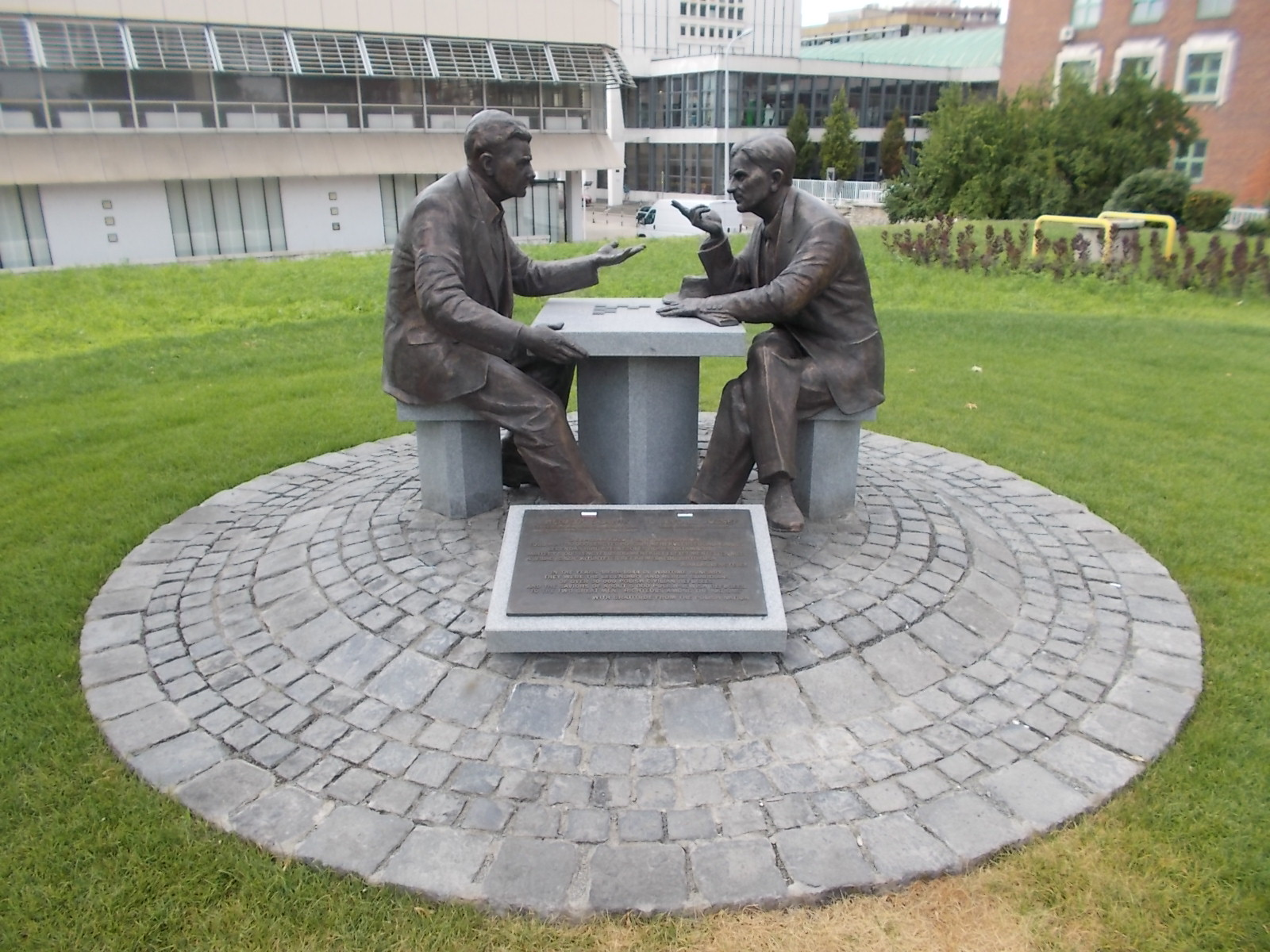
Henryk Sławik és id. Antall József szobra, Budapest (Goldmann György tér)

Henryk Sławik (Szeroka, 1894. július 1. – Gusen, 1944. augusztus 23.) lengyel baloldali újságíró és politikus, emigráns diplomata, vértanúságot szenvedett embermentő.
Id. Antall Józseffel együttműködve 1939 és 1945 között több mint 30 000 magyarországi lengyel menekült – köztük 5000 lengyel zsidó – életét mentette meg úgy, hogy hamis útlevelet állított ki a nevükre, illetve hamis igazolást adott ki a katolikus felekezethez való tartozásukról. Magyarország német megszállása után letartóztatták, és megkínozták, majd önként vállalt vértanúságot szenvedett a guseni koncentrációs táborokban.
A rendszerváltásig sem személye, sem tettei nem voltak széles körben ismertek. Budapesten a Henryk Sławik rakpart viseli a nevét.

## Életpályája
Ötgyermekes, szegény lengyel sziléziai családba született. Érettségi után, az első világháború idején szülővárosából Pszczynába ment, ahol besorozták katonának. 1918-ban leszerelt és csatlakozott a Lengyel Szocialista Párt (lengyelül: Polska Partia Socjalistyczna, PPS) felső-sziléziai tagozatához, majd Varsóba utazott tanulmányokat folytatni. Mint szervező 1921-ben részt vett a Szilézia hovatartozásáról szóló, a versailles-i békeszerződéssel kapcsolatos népszavazás lebonyolításában, a Munkásújság (Gazeta Robotnicza) című lapnál pedig újságíróként dolgozni kezdett. Egy évvel később ő lett a lap főszerkesztője.
1922-ben megválasztották az „Erő” (Siła) nevű ifjúmunkás-szervezet regionális elnökévé, és szervezője lett az ún. munkásegyetemeknek. 1928-ban feleségül vette a varsói Jadwiga Purzyckát. 1929-ben városi képviselővé választották Katowicében a Lengyel Szocialista Párt jelöltjeként. Politikusi pályafutása során élesen szembekerült a Sanacja mozgalommal. 1934 és 1939 között a Lengyel Újságíró-szövetség sziléziai és zagłębie-i elnökeként tevékenykedett.
1939-ben, a második világháború kitörésekor, Lengyelország német megszállása kezdetén csatlakozott a krakkói hadsereg egyik egységéhez és a Kárpátokban harcolt. Szeptember 17-én, miután a Szovjetunió is megtámadta Lengyelországot, átlépte a magyar határt és hadifogolytáborba került. Sziléziában közben felkerült a neve egy német listára, amely „az állam ellenségeinek” (németül: Sonderfahndungsbuch Polen) neveit tartalmazta.
Német nyelvtudásának köszönhetően Miskolc közelében, a táborban összeismerkedett id. Antall Józseffel, a későbbi magyar miniszterelnök édesapjával, aki a Belügyminisztérium menekültügyi kormánybiztosaként munkatársakat keresett maga mellé. Budapestre került, és a Magyar–Lengyel Menekültügyi Bizottságnál (Komitet Obywatelski ds. Opieki nad Polskimi Uchodźcami) kezdett dolgozni. Több száz más hivatalnokhoz és önkénteshez hasonlóan id. Antall Józseffel együtt munkahelyek, iskolák, árvaházak létrehozása érdekében dolgozott a több, mint 100 000 magyarországi lengyel menekült számára. Titkos megbízásuk volt ugyanakkor emigráns lengyeleket Franciaországba vagy a Közel-Keletre eljuttatni annak érdekében, hogy csatlakozzanak a Lengyel Hadsereghez. Egyik kollégája ebben a munkában Nizalowski Ernő tolmács, hadi pilóta volt.
Azt követően, hogy a magyar kormány hivatalosan megkülönböztetést tett a lengyel menekültek között származás szerint, hamis dokumentumokat kezdett kiállítani, ami a menekült tősgyökeres lengyel származását és katolikus vallását igazolta. Ezt megkönnyítette, hogy a magyar szabályok szerint minden lengyel menekültet automatikusan katolikusként kellett nyilvántartásba venni. Vácott iskolát hozott létre. A Lengyel Tiszti Árvák Otthona névleg lengyel tisztviselők gyermekeit gondozta, valójában azonban árva zsidó gyermekek menhelye volt. Annak érdekében, hogy az intézmény valódi természetét titokban tartsák, számos esetben látogatták meg egyházi személyek, többek között Angelo Rotta pápai nuncius is.
1944 márciusában illegalitásba vonult, és elrendelte, hogy az irányítása alatt lévő minél több menekült hagyja el Magyarországot. Új táborparancsnokot nevezett ki, amelynek köszönhetően valamennyi lengyel zsidó elhagyta az országot. A váci árvaházat is kiürítették. Mivel feleségét letartóztatták, nem kívánt elmenekülni. Március 19-én, Magyarország német megszállása napján őt is letartóztatták. Megkínozták, de nem vallott magyar segítői ellen. A guseni koncentrációs táborba hurcolták, ahol augusztus 23-án, több társával együtt kivégezték. Feleségét a ravensbrücki koncentrációs táborba vitték, de túlélte a rabságot. Lányát közben az Antall-család magához vette, és saját gyermekeként nevelte, amíg édesanyja vissza nem tért.
Sławik és Antall között mély barátság alakult ki. Becslések szerint több, mint 30 000 lengyel menekült, ezen belül 5 000 zsidó életét segítettek megmenteni.

## Emlékezete
- 1977-ben a Jad Vasem posztumusz kitüntette a Világ Igaza címmel.[3]
- 2003-ban jelent meg Grzegorz Łubczyk író A lengyel Wallenberg (Polski Wallenberg, Rzecz o Henryku Sławiku) című könyve.
  - Grzegorz Łubczyk: A lengyel Wallenberg. Henryk Slawik és idősebb Antall József története; ford. Józsa Péter, előszó Göncz Árpád; Széphalom Könyvműhely, Bp., 2004
  - Grzegorz Łubczyk: Három nemzet elfeledett hőse: Henryk Slawik; ford. Szenyán Erzsébet; Széphalom Könyvműhely, Bp., 2009
- 2004-ben Marek Maldis és Grzegorz Łubczyk dokumentumfilmben mutatta be az életét.[4] Ugyanebben az évben Katowicében körteret neveztek el róla.
- 2010-ben a lengyel köztársasági elnök Fehér Sas-érdemrenddel tüntette ki.
- 2014. szeptember 24-én a lengyel szenátus a magyar Országgyűléssel közös határozatot fogadott el „a második világháború idején a hazájuk elleni kettős agresszió elől Magyarországon menedéket talált” lengyeleket segítő idősebb Antall József és a lengyel menekültek vezetőjeként zsidókat mentő Henryk Sławik emlékére.[5]
- 2015-ben róla nevezték el a budai alsó rakpart Rákóczi és Petőfi híd között szakaszát.[6]
- 2016 novemberében avatott közös szobrot avattak tiszteletükre Varsóban (Dolina Szwajcarska park).[7][8]
- A varsói szobor budapesti párdarabját Újbudán, a Goldmann György téren 2017. június 26-án avatták föl.[9][10]

## Fordítás
- Ez a szócikk részben vagy egészben a Henryk Sławik című angol Wikipédia-szócikk ezen változatának fordításán alapul.  Az eredeti cikk szerkesztőit annak laptörténete sorolja fel. Ez a jelzés csupán a megfogalmazás eredetét és a szerzői jogokat jelzi, nem szolgál a cikkben szereplő információk forrásmegjelöléseként.